# Френсіс Ґудріч
Френсіс Ґудріч (англ. Frances Goodrich; нар. 21 грудня 1890, Бельвіль, Нью-Джерсі, США — пом. 29 січня 1984, Нью-Йорк, Нью-Йорк, США) — американська сценаристка та драматургиня. Чотириразова номінантка премії «Оскар» за найкращий адаптований сценарій (з Альбертом Гекеттом, 1935, 1937, 1951, 1955).

## Біографія
Народилася в Бельвілі, штат Нью-Джерсі, 29 січня 1984 року.є в сім'ї Меделін Крісті та Генрі Вікс Ґудріча. В 1912 році вона закінчила колегіальну школу у місті Пассейк, після цього навчалася у коледжі Вассар у Поукіпзі. 3 травня 1917 року одружилася з актором Робертом Еймсом; розлучилася 1923 року. В 1927 пошлюбилася з письменником Г. В. Ван Луном; розлучилася в 1930 році. 7 лютого 1931 року Ґудріч побралася з Альбертом Гекеттом.
Після весілля переїхала в Голлівуд, де спільно з чоловіком написала сценарій до фільму «Популярний Диявол» для кіностудії «Paramount Pictures». В 1933 році вони підписали контракт з MGM і залишалися з ними до 1939 року. Серед їхніх ранніх робіт була стрічка «Тонка людина» (1934), за яку вони були номіновані на премію «Оскар» за найкращий адаптований сценарій.
Френсіс Ґудріч Гекетт померла від раку легень у Нью-Йорку 29 січня 1984 року у віці 93 років.

## Фільмографія
| Рік  |    | Українська назва               | Оригінальна назва               | Роль                 |
| ---- | -- | ------------------------------ | ------------------------------- | -------------------- |
| 1931 | ф  | Популярний Диявол              | Up Pops the Devil               | сценарист            |
| 1932 | ф  | Процвітання                    | Prosperity                      | сценарист            |
| 1933 | ф  | Секрет мадам Бланш             | The Secret of Madame Blanche    | сценарист            |
| 1933 | ф  | Пентхаус                       | Penthouse                       | сценарист            |
| 1934 | ф  | Закохані втікачі               | Fugitive Lovers                 | сценарист            |
| 1934 | ф  | Тонка людина                   | The Thin Man                    | сценарист            |
| 1934 | ф  | Прихований шлях                | Hide-Out                        | сценарист            |
| 1934 | ф  | Ланцюги                        | Chained                         | сценарист            |
| 1935 | ф  | Примхлива Марієтта             | Naughty Marietta                | сценарист            |
| 1935 | ф  | О, дикість!                    | Ah Wilderness!                  | сценарист            |
| 1936 | ф  | Роза-Марія                     | Rose-Marie                      | сценарист            |
| 1936 | ф  | Дівчина з містечка             | Small Town Girl                 | сценарист            |
| 1936 | ф  | Після тонкої людини            | After the Thin Man              | сценарист            |
| 1937 | ф  | Світлячок                      | The Firefly                     | сценарист            |
| 1938 | ф  | Дякую за пам'ять               | Thanks for the Memory           | сценарист            |
| 1939 | ф  | Громадський захисник           | Society Lawyer                  | сценарист            |
| 1939 | ф  | Інша тонка людина              | Another Thin Man                | сценарист            |
| 1944 | ф  | Леді в ночі                    | Lady in the Dark                | сценарист            |
| 1944 | ф  | Банда Гітлера                  | The Hitler Gang                 | сценарист            |
| 1946 | ф  | Вірджинець                     | The Virginian                   | сценарист            |
| 1946 | ф  | Це дивовижне життя             | It's a Wonderful Life           | сценарист            |
| 1948 | ф  | Літні канікули                 | Summer Holiday                  | сценарист            |
| 1948 | ф  | Пірат                          | The Pirate                      | сценарист            |
| 1948 | ф  | Великодний хід                 | Easter Parade                   | сценарист            |
| 1948 | ф  | Мільйони міс Татлок            | Miss Tatlock's Millions         | сценарист            |
| 1949 | ф  | Старим добрим літом            | In the Good Old Summertime      | сценарист            |
| 1950 | ф  | Батько нареченої               | Father of the Bride             | сценарист            |
| 1951 | ф  | Маленький прибуток батька      | Father's Little Dividend        | сценарист            |
| 1951 | ф  | Занадто молода, щоб цілуватися | Too Young to Kiss               | сценарист            |
| 1952 | с  | Телевізійний театр Крафта      | Kraft Television Theatre        | сценарист (1 епізод) |
| 1953 | ф  | Облиш дівчину в спокої         | Give a Girl a Break             | сценарист            |
| 1954 | ф  | Довгий, довгий трейлер         | The Long, Long Trailer          | сценарист            |
| 1954 | ф  | Сім наречених для семи братів  | Seven Brides for Seven Brothers | сценарист            |
| 1956 | ф  | Габі                           | Gaby                            | сценарист            |
| 1958 | ф  | Впевнена усмішка               | A Certain Smile                 | сценарист            |
| 1959 | ф  | Щоденник Анни Франк            | The Diary of Anne Frank         | сценарист            |
| 1962 | ф  | Вправа для п'ятого пальця      | Five Finger Exercise            | сценарист            |
| 1967 | тф | Щоденник Анни Франк            | The Diary of Anne Frank         | сценарист            |
| 1980 | тф | Щоденник Анни Франк            | The Diary of Anne Frank         | сценарист            |
| 1990 | тф | Кларенс                        | Clarence                        | сценарист            |
| 1991 | ф  | Батько нареченої               | Father of the Bride             | сценарист            |
| 1995 | ф  | Батько нареченої 2             | Father of the Bride Part II     | сценарист            |